# Польський національний молодіжний астрономічний семінар
Польський національний молодіжний астрономічний семінар — фінал обласних конкурсів відбору кращої роботи в галузі астрономії та космонавтики серед учнів старших класів. Під час семінару учасники мають можливість представити свої роботи професійному журі та іншим учням. Конкурс організовують Польське товариство астрономів-аматорів та Польське астрономічне товариство.

## Історія

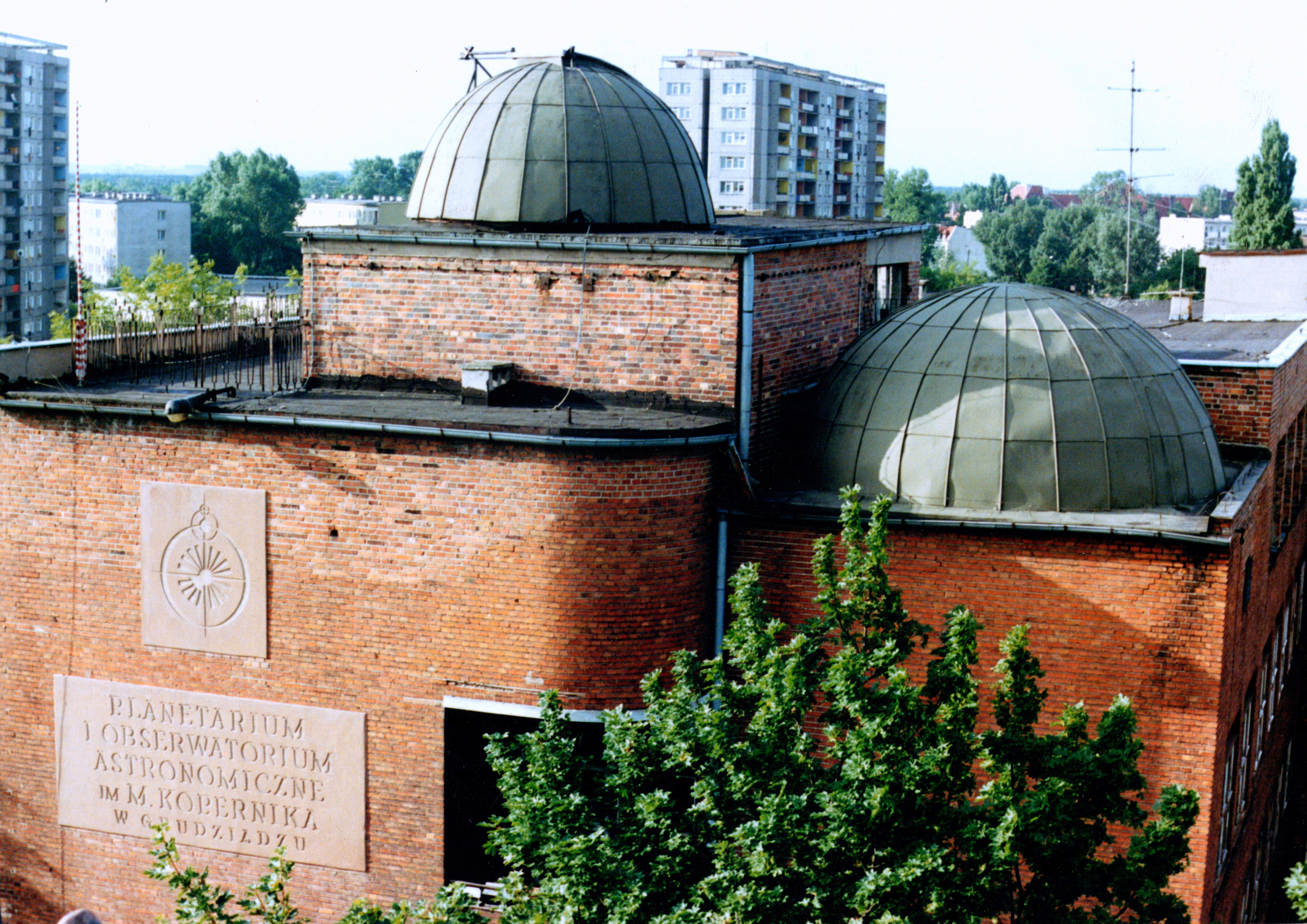
Планетарій в Грудзьондзі — засновник конкурсу

Ідея конкурсу народилася в Грудзьондзі. У 1969—1974 роках у планетарії в Грудзьондзі проходили міські міжшкільні семінари з астрономії та космонавтики. У 1974/1975 навчальному році планетарій в Ольштині приєднався до змагання — було оголошено конкурси робіт і організовано молодіжні семінари для переможців у Торуньському та Ольштинському воєводствах. У наступні роки конкурс був поширений на інші воєводства на півночі Польщі — від Щецина, через Кошалін, Слупськ, Гданськ, Бидгощ, Влоцлавек, Ельблонг і Сувалки до Білостока.
У 1975—1984 роках у Грудзьондзі було проведено 10 Міжвоєводських молодіжних астрономічних семінарів. Завдяки великому інтересу вчителів та молоді було вирішено поширити конкурс на всю країну — у 1985—1999 роках у Грудзьондзі було проведено 15 Національних молодіжних астрономічних та астронавтичних семінарів.
У всіх семінарах брали участь Торуньське та Ольштинське воєводства, окрім них, найактивнішими були Ельблонське, Бидгощське, Гданське, Кошалінське, Сувальське та Варшавське воєводства. У 1997/1998 навчальному році кількість воєводств, що брали участь у конкурсі, сягнула 28 (всього в Польщі на тот момент було 49 воєводств). Щороку кілька сотень молодих людей писали доповіді і представляли їх на семінарах своїх воєводств. 2 найкращі роботи з кожного воєводства обирались для представлення на національному семінарі. Автори робіт, які посіли 3-4 місця, запрошувалися до участі в національному семінарі в якості слухачів-аматорів.
У 1999/2000 навчальному році конкурс проходив в межах нового адміністративного поділу країни на 16 воєводств, 13 з яких взяли участь у конкурсі, а загальна кількість учасників сягнула 1037.

## Формат
При оцінці доповідей, представлених під час воєводських семінарів і в Грудзьондзі під час фінального туру, оцінюються важливість і правильність роботи, її дидактична цінність та спосіб її представлення, а також відповіді автора на коментарі. В першу чергу оцінюється усна доповідь — якість поданої на конкурс письмової роботи має другорядне значення. Молодь готує доповіді на будь-яку тему в галузі астрономії та космонавтики.
Формат конкурсу можна розглянути на прикладі 2002/2003 навчального року. Конкурс проходив у 14 воєводствах, і на перший тур було подано 632 роботи. Під час воєводських астрономічних семінарів було представлено 162 доповіді (із 169 відібраних ра результатами першого етапу). Для участі в національному семінарі в Грудзьондзі 27-29 березня 2003 року було відібрано 33 доповіді 41 автора, додатково 23 студенти приїхали до Грудзьондза як слухачі. Крім того, на семінарі в Грудзьондзі були присутні 15 викладачів та 8 професійних астрономів — членів журі.

## Організатори
Координатором загальнонаціонального конкурсу є Комісія співпраці польських планетаріїв Польського товариства любителів астрономії. Воєводські конкурси та семінари організовують освітні інспектори воєводських управлінь, методичні центри або центри підготовки вчителів.
В організації семінарів беруть участь Польське астрономічне товариство, Польське товариство любителів астрономії і Польське астронавтичне товариство, — зокрема, вони делегують професійних астрономів до складу журі.

## Визнання
У 1993 році Польське астрономічне товариство нагородило організаторів конкурсу найвищою польською нагородою за популяризацію астрономії — медаллю Влодзімежа Зонна.